# Barry Evans (rugby à XV)
Pour les articles homonymes, voir Evans.
Pas d'image ? Cliquez ici

a Compétitions nationales et continentales officielles uniquement.

b Matchs officiels uniquement.
Dernière mise à jour le 1 février 2024.
Barry John Evans, né le 10 octobre 1962 à Hinckley, est un joueur international anglais de rugby à XV, ayant joué en club avec les Leicester Tigers. 

## Biographie
Barry Evans naît à Hinckley et fait ses études au John Cleveland College. Il est sélectionné deux fois dans l'équipe d'Angleterre en 1988 : le 12 juin contre l'Australie, et les  Fidji le 16 juin. Au cours de sa carrière en club, il a marqué 183 essais pour Leicester.